# Distrito de Tsukubo
Tsukubo (都窪郡; -gun) é um distrito localizado na Província de Okayama, no Japão.
Em 2003 a população do distrito era estimada em 21 601 e a densidade populacional era de 789.80 habitantes por quilômetro km². A área total é de 27.35 km².

## Cidades e vilas
- Hayashima
- Kiyone
- Yamate